# Isadora (Film)
Isadora ist ein britisch-französischer Spielfilm von Karel Reisz aus dem Jahr 1968. Das Drehbuch verfassten Melvyn Bragg und Clive Exton. Es beruht auf der Autobiografie der amerikanischen Tänzerin und Choreografin Isadora Duncan, der Wegbereiterin des modernen Ausdruckstanzes. Die Hauptrollen sind mit Vanessa Redgrave, John Fraser und James Fox besetzt. In der Bundesrepublik Deutschland kam der Film erstmals am 29. August 1969 ins Kino.

## Handlung
Die berühmte amerikanische Tänzerin Isadora Duncan ist eine überspannte schöne Frau, die ihr Glück auf der Bühne, in den Armen der Männer und in der Gesellschaft von Kindern sucht, nur nicht in der Ehe. Auf der leidenschaftlichen Suche nach einem schwarz gekleideten Unbekannten diktiert und schreibt die alternde Künstlerin an der Riviera ihre Memoiren und erinnert sich der Stationen ihres Lebens: die erste Liebe zu dem temperamentvollen, begabten Bühnenbildner und Autor Edward Gordon Craig, die mehrjährige Liebesbeziehung mit dem reichen Fabrikanten Paris Singer, der Verlust der aus den beiden Verbindungen hervorgegangenen heißgeliebten Kinder durch einen Autounfall, die Begegnung mit dem ungebärdigen russischen Lyriker Sergei Alexandrowitsch Jessenin – parallel dazu die Erfolge auf den Bühnen in Paris und Moskau sowie der Skandal in New York, wo Isadora, als verkommene Kommunistin diffamiert, vom versnobten Publikum ausgepfiffen wird. Zum Schluss findet die Tänzerin schließlich doch noch den Fremden, lässt sich von ihm im Auto entführen und kommt schon wenige Minuten später ums Leben, erwürgt von ihrem flatternden Schal, der sich während der rasanten Fahrt um eine Radnabe gewickelt hat.

## Kritik
Das Lexikon des internationalen Films urteilte, der Film zeige die „Lebensgeschichte der berühmten Tänzerin […] in einer aufwendigen, kintopphaft gerafften und übersteigerten Verfilmung, deren Interesse vor allem den zahlreichen Liebschaften der umstrittenen Künstlerin gilt“. Der Evangelische Film-Beobachter sprach von einer „an den üblichen Klischees orientierte[n] Geschichte“, die „à la ‚Dr. Schiwago‘ langatmig, oberflächlich und farbenprächtig ausgebreitet“ werde. Der Film sei „für Freunde dieses Genres gefällige Unterhaltung“ und „überdurchschnittlich allein durch die Wandlungsfähigkeit der Hauptdarstellerin Vanessa Redgrave“.

## Auszeichnungen
Bei den Internationalen Filmfestspielen von Cannes 1969 wurde Vanessa Redgrave als beste Schauspielerin ausgezeichnet. Der Film selbst war für die Goldene Palme nominiert worden. Auch für die Oscar-Preisverleihung 1969 hatte Vanessa Redgrave eine Nominierung erhalten. Die Filmbewertungsstelle Wiesbaden erteilte dem Werk das Prädikat „besonders wertvoll“.